# Porto Soberbo
Porto Soberbo es un distrito perteneciente al municipio brasileño de Tiradentes do Sul en Río Grande del Sur. El distrito cuenta con unos 700 habitantes y está situado en el norte de la ciudad, sobre el río Uruguay en la frontera con la República Argentina, donde se encuentra la ciudad misionera de El Soberbio.